# Космос-2077
Космос-2077 је један од преко 2400 совјетских вјештачких сателита лансираних у оквиру програма Космос.
Космос-2077 је лансиран са космодрома Плесецк, СССР, 7. маја 1990. Ракета-носач Сојуз је поставила сателит у орбиту око планете Земље. 